# Regionalwahl in Sizilien 2008
Die Regionalwahl in Sizilien 2008 fand am 13. und 14. April statt; die Assemblea Regionale Siciliana und der Präsident der Region wurden gleichzeitig gewählt.

## Wahlergebnis
| Kandidaten                                   | Kandidaten               | Stimmen   | %    | Listen                       | Stimmen   | %    | Mandate |
| -------------------------------------------- | ------------------------ | --------- | ---- | ---------------------------- | --------- | ---- | ------- |
|                                              | Raffaele Lombardogewählt | 1.862.959 | 65,4 | Il Popolo della Libertà      | 900.149   | 33,4 | 34      |
| Movimento per l’Autonomia                    | Raffaele Lombardogewählt | 1.862.959 | 65,4 | 375.587                      | 13,9      | 15   |         |
| Unione di Centro                             | Raffaele Lombardogewählt | 1.862.959 | 65,4 | 336.826                      | 12,5      | 11   |         |
| Sicilia Forte e Libera – Lombardo Presidente | Raffaele Lombardogewählt | 1.862.959 | 65,4 | 119.892                      | 4,5       | –    |         |
| Democratici Autonomisti                      | Raffaele Lombardogewählt | 1.862.959 | 65,4 | 101.449                      | 3,8       | –    |         |
| Mandate der Listengruppe                     | Raffaele Lombardogewählt | 1.862.959 | 65,4 | –                            | –         | 1    |         |
| ↳ Gesamt                                     | Raffaele Lombardogewählt | 1.862.959 | 65,4 | 1.833.903                    | 68,1      | 61   |         |
|                                              | Anna Finocchiaro         | 866.044   | 30,4 | Partito Democratico          | 505.420   | 18,8 | 28      |
| La Sinistra l’Arcobaleno                     | Anna Finocchiaro         | 866.044   | 30,4 | 131.213                      | 4,9       | –    |         |
| Per la Sicilia – Anna Finocchiaro Presidente | Anna Finocchiaro         | 866.044   | 30,4 | 83.700                       | 3,1       | –    |         |
| Italia dei Valori                            | Anna Finocchiaro         | 866.044   | 30,4 | 49.726                       | 1,8       | –    |         |
| Nicht gewählte Direktkandidat                | Anna Finocchiaro         | 866.044   | 30,4 | –                            | –         | 1    |         |
| ↳ Gesamt                                     | Anna Finocchiaro         | 866.044   | 30,4 | 770.059                      | 28,6      | 29   |         |
|                                              | Sonia Alfano             | 69.511    | 2,4  | Amici di Beppe Grillo        | 46.396    | 1,7  | –       |
|                                              | Ruggero Razza            | 45.605    | 1,6  | La Destra – Fiamma Tricolore | 39.143    | 1,5  | –       |
|                                              | Giuseppe Bonanno Conti   | 6.606     | 0,2  | Forza Nuova                  | 3.876     | 0,1  | –       |
| Gesamt                                       | Gesamt                   | 2.850.725 | 100  |                              | 2.693.377 | 100  | 90      |